# 陳俊安
陳俊安（英語：Otto Chan Chun On，1981年10月27日—），原名陈志健，2022年10月改為現名，香港男演員及主持，《2006年香港先生》健力組冠軍，現為無綫電視基本藝人合約藝員。

## 背景
陳俊安於香港島南區香港仔長大，父母在街邊經營雲吞麵檔（之後租商舖繼續經營）。他小時候曾居住在香港仔唐樓，後來在就讀小學時獲分配入住利東邨。陳俊安自幼稚園畢業時已和同學一起習武。他畢業於聖伯多祿天主教小學以及聖伯多祿中學。但在讀中五時需要重讀，他便到私立學校瑪利亞書院完成課程。其父母的麵舖因租金問題而經營困難，陳俊安為了減輕他們的負擔，曾經在每天早上派完報紙賺取生活費才回中學上課。而其之所以接觸健身是因為他於中學時期迷上了這項活動。他曾為健身球（Exercise Ball）教練，身型健碩，故獲人們稱作「大隻奧圖」。
參選香港先生之前，陳俊安是一名模特兒。在2006年7月的香港先生選舉中的「健力組」冠軍，其後不敵黃長發。成為香港先生之後，繼而簽約無綫電視成為旗下藝人。陳俊安初演些跑龍套之角色，後演技逐漸進步，戲份也逐漸增加，最終陳俊安有代表作，例如：2009年於《仁心解碼》中飾演智障人士戴子浩為人熟悉；2012年於《拳王》中飾演配角「戴子力（阿力）」一角而成功出位，成為網上討論區熱話，也獲得公司力捧，而他在劇中被師傅出賣、冤枉被強姦的戲份也演得出色，被指有機會於《萬千星輝頒獎典禮2012》提名競逐「飛躍進步男藝員」獎項寶座，可惜陳俊安並無入圍，反而陳俊安入圍馬來西亞《MY AOD我的最愛頒獎典禮2012「》我的最愛最具潛質男藝員」最後五强。
2018年，陳俊安在劇集《是咁的，法官閣下》裡飾演影射大角咀肢解父母案的角色「任子超（阿鬼）」，演技再次受到注視和讚賞。另外，他曾被指貌似網絡紅人“劉馬車”，因此被網民封為“TVB劉馬車”、“老翻劉馬車”。
2019年7月曾與TVB短暫結束合約，10月正式回巢。

### 政治立場
陳俊安亦有參與支持港版國安法的聯署。

## 感情生活
2009年，陳俊安與圈外女友結婚，不久，妻子為他誕下一女。2011年離婚收場。2012年10月4日，陳俊安與甘草演員羅樂林的女兒羅苡之結婚。2022年5月19日，宣佈離婚。

## 演出作品

### 電視劇（無綫電視）
| 首播   | 劇名               | 角色                                                     |
| 2007年 | 同事三分親         | 羽毛球對手（第23集）、司儀（第303集）、宇手下（第355集） |
| 2007年 | 鐵咀銀牙           | 段天虎（少年）                                           |
| 2007年 | 建築有情天         | 黎耀輝                                                   |
| 2007年 | 律政新人王II       | 楊 光                                                    |
| 2008年 | 秀才愛上兵         | 路 人                                                    |
| 2008年 | 金石良緣           | Frankie                                                  |
| 2008年 | 法證先鋒II         | 南華文（Tony）                                           |
| 2008年 | 師奶股神           | 電台主持                                                 |
| 2008年 | 尖子攻略           | 攝影師                                                   |
| 2008年 | 珠光寶氣           | 前其利職員                                               |
| 2009年 | 學警狙擊           | 旗 兵（第6集）                                           |
| 2009年 | 畢打自己人         | Tim Pan                                                  |
| 2009年 | ID精英             | 祈耀祖                                                   |
| 2009年 | 老婆大人II         | 王有才                                                   |
| 2009年 | 烈火雄心3          | 九龍城消防局消防員                                       |
| 2009年 | 古靈精探B          | 舞池路人（第13集）                                       |
| 2009年 | 絕代商驕           | 穹                                                       |
| 2009年 | 有營煮婦           | Raymond                                                  |
| 2010年 | 老公萬歲           | 湖南幫                                                   |
| 2010年 | 秋香怒點唐伯虎     | 西 廠                                                    |
| 2010年 | 女王辦公室         | 電梯男子                                                 |
| 2010年 | 鐵馬尋橋           | 警 察                                                    |
| 2010年 | 搜下留情           | 波手下                                                   |
| 2010年 | 飛女正傳           | 情報科探員                                               |
| 2010年 | 女人最痛           | 救護員                                                   |
| 2010年 | 公主嫁到           | 關 文                                                    |
| 2010年 | 摘星之旅           | Roy                                                      |
| 2010年 | 讀心神探           | 酒吧男甲                                                 |
| 2010年 | 巾幗梟雄之義海豪情 | 游擊隊員                                                 |
| 2010年 | 刑警               | CID                                                      |
| 2010年 | 誘情轉駁           | 豹手下                                                   |
| 2010年 | 居家兵團           | 游泳健將（第1集）                                        |
| 2011年 | 仁心解碼           | 戴子浩                                                   |
| 2011年 | Only You 只有您    | 張 風                                                    |
| 2011年 | 女拳               | 麥忠宗                                                   |
| 2011年 | 誰家灶頭無煙火     | 店員、張子（第35集）、求職者（第137集）                  |
| 2011年 | 洪武三十二         | 司 獄                                                    |
| 2011年 | 點解阿Sir係阿Sir   | 波 哥                                                    |
| 2011年 | 花花世界花家姐     | 律 師                                                    |
| 2011年 | 團圓               | 部 長                                                    |
| 2011年 | 怒火街頭           | 何大強                                                   |
| 2011年 | 真相               | 何力奇/飛天蠄蟧                                          |
| 2011年 | 紫禁驚雷           | 村 民                                                    |
| 2011年 | 潛行狙擊           | David                                                    |
| 2011年 | 法證先鋒III        | 胡善行                                                   |
| 2011年 | 天與地             | 鄭振軒哥哥                                               |
| 2011年 | 結·分@謊情式       | 籃球員                                                   |
| 2012年 | 缺宅男女           | Victor                                                   |
| 2012年 | On Call 36小時     | 器官移植聯絡主任                                         |
| 2012年 | 東西宮略           | 浪 人                                                    |
| 2012年 | 當旺爸爸           | 胡志偉（胡Sir）                                          |
| 2012年 | 盛世仁傑           | 衙差（第4集）、獄卒（第16集）                            |
| 2012年 | 拳王               | 戴子力                                                   |
| 2012年 | 心戰               | 經 紀                                                    |
| 2012年 | 飛虎               | 何一兵（第1集）                                          |
| 2012年 | 護花危情           | 記 者                                                    |
| 2012年 | 回到三國           | 鄧松副將                                                 |
| 2012年 | 造王者             | 完顏銀豹                                                 |
| 2012年 | 巴不得媽媽...      | 救生員                                                   |
| 2012年 | 愛·回家 (第一輯)   | Jim                                                      |
| 2012年 | 法網狙擊           | 爾摩斯                                                   |
| 2013年 | 幸福摩天輪         | Taylor                                                   |
| 2013年 | 戀愛季節           | 鄭錦賢                                                   |
| 2013年 | 女警愛作戰         | 羅信棠（羅宋湯）                                         |
| 2013年 | 仁心解碼II         | 賴瑤星                                                   |
| 2013年 | 好心作怪           | Ben                                                      |
| 2013年 | 熟男有惑           | Dickson                                                  |
| 2013年 | 情逆三世緣         | Kelvin                                                   |
| 2013年 | 神鎗狙擊           | 蔣正義                                                   |
| 2013年 | My盛Lady           | 車 手                                                    |
| 2013年 | 貓屎媽媽           | 蛋 散                                                    |
| 2014年 | 新抱喜相逢         | 黎 炳                                                    |
| 2014年 | 叛逃               | 羅福佑                                                   |
| 2014年 | 點金勝手           | 高正軒                                                   |
| 2014年 | 寒山潛龍           | 初七劍                                                   |
| 2014年 | 使徒行者           | 張 勇                                                    |
| 2014年 | 再戰明天           | 呂學基                                                   |
| 2014年 | 名門暗戰           | 暴 龍                                                    |
| 2014年 | 八卦神探           | 韓 星                                                    |
| 2015年 | 潮拜武當           | 賤 侖                                                    |
| 2015年 | 愛·回家 (第二輯)   | 王博仕                                                   |
| 2015年 | 張保仔             | 敖小虎                                                   |
| 2015年 | 實習天使           | 劉耀輝（大佬蟹）                                         |
| 2016年 | EU超時任務         | 鍾永啟                                                   |
| 2016年 | 城寨英雄           | 鐵 扇/楊竹鑾（青年）                                     |
| 2016年 | 巨輪II             | 喪 偈                                                    |
| 2017年 | 乘勝狙擊           | 霍駿昇（青年）                                           |
| 2017年 | 踩過界             | 阿 山                                                    |
| 2017年 | 燦爛的外母         | 竇 宇                                                    |
| 2017年 | 愛·回家之開心速遞  | 文學禮                                                   |
| 2017年 | 溏心風暴3          | Kelvin                                                   |
| 2017年 | 使徒行者2          | 細舊                                                     |
| 2017年 | 誇世代             |                                                          |
| 2018年 | 翻生武林           | 扁 蝠                                                    |
| 2018年 | 逆緣               | 超                                                       |
| 2018年 | 宮心計2深宮計      | 大師兄                                                   |
| 2018年 | 再創世紀           | 盧啟南                                                   |
| 2018年 | 兄弟               | 李子勤                                                   |
| 2018年 | 是咁的，法官閣下   | 任子超（阿鬼）                                           |
| 2019年 | 鐵探               | 伍偉忠                                                   |
| 2019年 | 解決師             | S                                                        |
| 2020年 | 黃金有罪           | 馬 騮                                                    |
| 2020年 | 法證先鋒IV         | 梁奕漢                                                   |
| 2020年 | 那些我愛過的人     | 阿 威                                                    |
| 2020年 | 反黑路人甲         | 蘇子堅（鐵頭）                                           |
| 2020年 | 使徒行者3          | 魏進風（魏生）                                           |
| 2021年 | 伙記辦大事         | 羅大宇                                                   |
| 2021年 | 刑偵日記           | 尹 彪                                                    |

### 電視劇（邵氏兄弟）
| 首播   | 劇名           | 角色 |
| 2018年 | 飛虎之潛行極戰 |      |

### 電視劇（内地）
| 首播   | 劇名                       | 角色     |
| 2022年 | 馭鮫記之與君初相識(網絡劇) | 黄鼬     |
| 2023年 | 妙手(網絡劇)               | 屠王     |
| 2023年 | 玉骨遥(網絡劇)             | 巫咸     |
| 2023年 | 一念花開(網絡劇)           | 陸一     |
| 2023年 | 宿命之敵                   | 原田真明 |
| 2023年 | 寧安如夢(網絡劇)           | 陳瀛     |
| 2024年 | 顏心記(網絡劇)             | 陳副將   |
| 2024年 | 冬至(網絡劇)               | 張曉輝   |
| 2025年 | 白月梵星(網絡劇)           | 驚雷     |
| 2025年 | 吃飯跑步和戀愛             | 葉總     |
| 2025年 | 朝雪录(網絡劇)             | 鄭白石   |
| 2025年 | 錦月如歌(網絡劇)           | 木夷     |
| 2025年 | 围猎(網絡劇)               |          |
| 待播   | 春花烂漫陈小猪(網絡劇)     |          |

### 網絡劇（Big Big Channel）
- 2017年：降魔的番外篇 - 首部曲

### 電影
- 2001年：《絕世好Bra》  飾  非礼杨青云蠱惑仔
- 2005年：《童夢奇緣》 飾 晨運客 (客串)
- 2006年：《雀聖2自摸天后》 飾 酒保 (客串)
- 2015年：《沒女神探》 飾 大軍 (客串)
- 2022年：《神探大战》
- 2025年：《册杀》飾  巡逻隊長

### 舞台剧
- 2018年：纸飞机的天空

### 節目主持（無綫電視）
- 2007年：原裝入口
- 2017年：玩轉香港日與夜

### 参与节目（TVB）
- 2021年：读心专家

### 廣告
- 中山優雅趣園

## 曾獲獎項與提名
- 2006年：《2006年度香港先生選舉》健力組冠軍
- ？年：《Hot Summer型男索女選舉》冠軍
- 2012年：《MY AOD我的最愛頒獎典禮2012》「我的最愛最具潛質男藝員」提名（最後五強）
- 2012年：《萬千星輝頒獎典禮2012》「飛躍進步男藝員」提名

## 外部連結
- 陳俊安的新浪微博
- 陳俊安的Facebook專頁
- 陳俊安的Instagram帳戶
- 《2006年度香港先生競選》個人介紹 - 陳志健
- 陈志健在豆瓣上的资料（简体中文）

| 前任： 鄭健樂 | 香港先生選舉非勝出組別冠軍 2006年健力組 | 繼任： 趙國東 胡志偉 |